# مصيدة بيئية
المصائد البيئية هي سيناريوهات يؤدي فيها التغير البيئي السريع إلى تفضيل الكائنات الحية على الاستقرار في الموائل ذات النوعية الرديئة، ينتج المفهوم من الفكرة ان الكائنات الحية التي تختار الموائل بنشاط يجب ان تعتمد على الإشارات البيئية لمساعدتها على تحديد الموائل عالية الجودة، إذا تغيرت الموائل أو الإشارات بحيث لا يشير احدهما بشكل موثوق إلى الآخر، فقد يتم اغراء الكائنات الحية في موائل ذات نوعية رديئة.

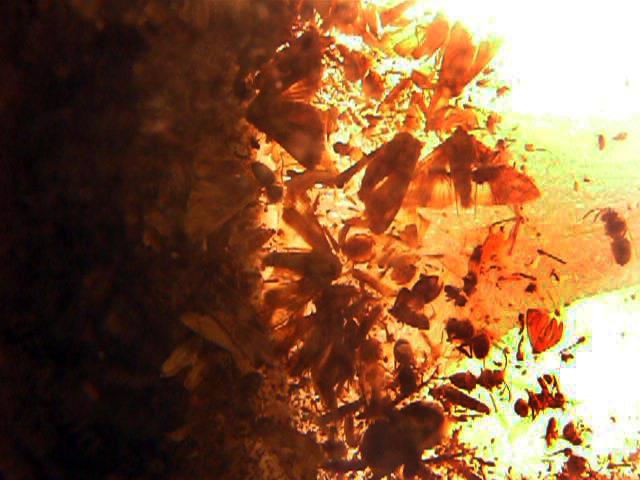
مصيدة بيئية للفراش

## نظرة عامة
يُعتقد ان المصائد البيئية تحدث عندما تزداد جاذبية الموائل بشكل غير متناسب بالنسبة إلى قيمتها بالنسبة للبقاء والتكاثر، والنتيجة هي تفضيل الموائل الجذابة أولاً وتجنب عام للموائل عالية الجودة ولكن اقل جاذبية، على سبيل المثال تندمج Indigo buntings عادة في موائل شجرية أو تحولات غابات مكسورة بين غابة المظلة المغلقة والحقل المفتوح.
يمكن ان يخلف النشاط البشري «أكثر حدة» تفضل حواف الغابة المفاجئة والطيور الغنائية ان تتداخل على طول هذه الحواف، ومع ذلك، فإن حواف الغابات الحادة الاصطناعية هذه تركز أيضاً على حركة الحيوانات المفترسة التي تسبق أعشاشها وبهذه الطريقة، تفضل الطيور الغنائية التداخل في الموائل التي تم تغييرها بدرجة عالية حيث يكون نجاح العش اقل قالب:علم البيئة.

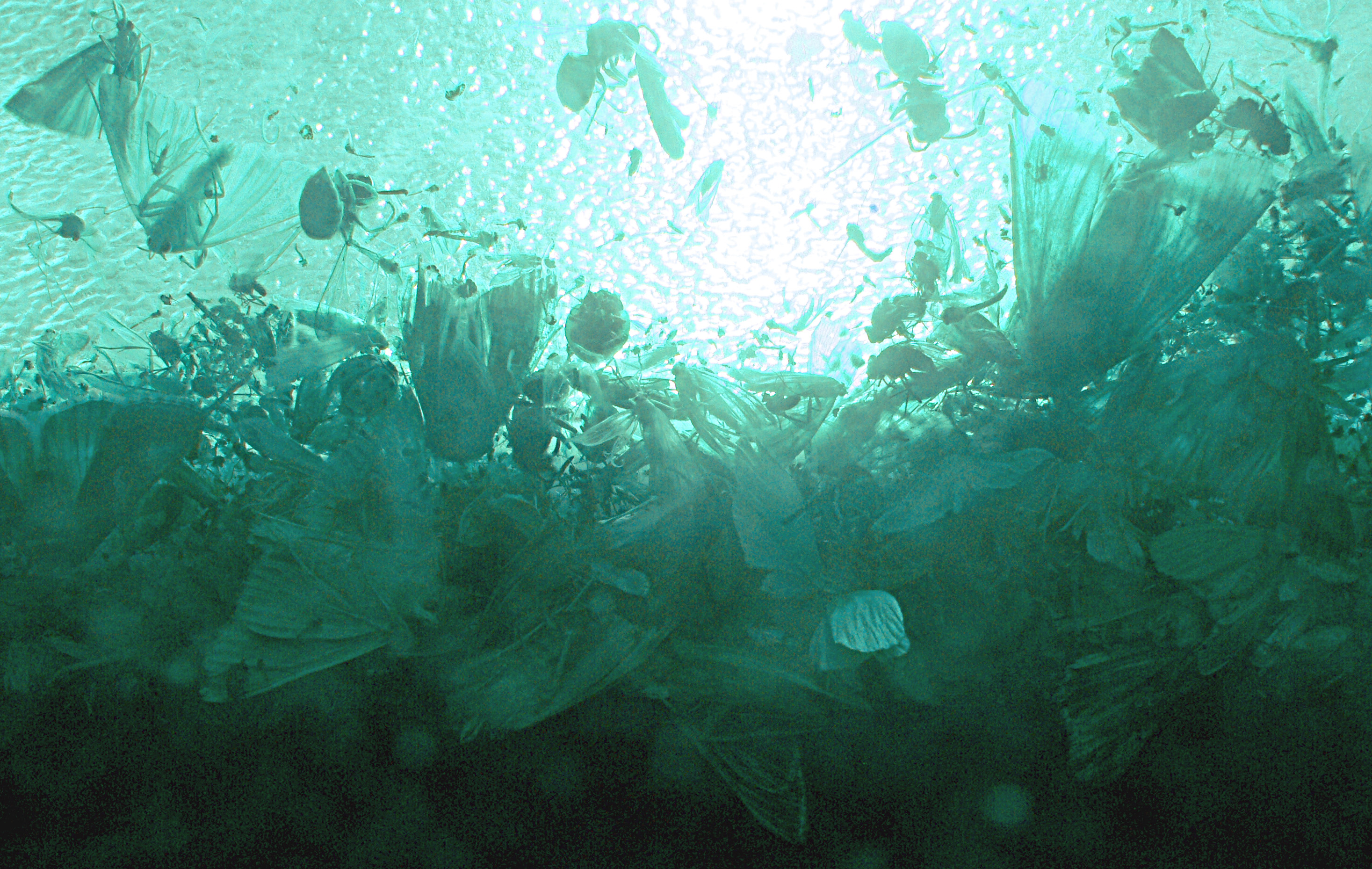

في حين ان المفاهيم الديموغرافية لهذا النوع من سلوك اختيار الموائل الضارة قد تم استكشافها في سياق المصادر والمصاريف، تعتبر المصائد البيئية ظاهرة سلوكية بطبيعتها للأفراد ، وعلى الرغم من كونها آلية سلوكية ممكن ان يكون للمصائد البيئية تصورات سكانية بعيدة المدى للأنواع ذات قدرات التشتت الكبيرة مثل الدب الأشيب(Vrsusauon) ، تم تقديم مفهوم المصيدة البيئية في عام 1972 بواسطة دوريني شوك وبوج وقد اقترحت العديد من الدراسات التي تلت ان ظاهرة المصيدة هذه قد تكون واسعة الانتشار بسبب تغير الموائل البشرية المنشأ كنتيجة طبيعية قد تمثل البيئات الجديدة فرصاً للياقة البدنية لا تتعرف عليها الأنواع المحلية إذا كانت الموائل عالية الجودة تفتقر إلى العظة المناسبة لتشجيع الاستيطان.
.
وكنتيجة طبيعية قد تمثل البيئات الجديدة فرصاً للياقة البدنية لا تتعرف عليها الأنواع المحلية إذا كانت الموائل عالية الجودة تفتقر إلى العظة المناسبة لتشجيع الاستيطان، هذه هي المعروفة باسم المصائد الحسية، وقد أظهرت الدراسات النظرية والتجريبية ان الأخطاء التي ارتكبت في تقييم جودة الموائل يمكن ان تؤدي إلى انخفاض في عدد السكان أو الانقراض، لا تقتصر حالات عدم التظاهر هذه على اختيار الموائل، ولكنها قد تحدث في أي سياق سلوكي (مثل تجنب المفترس اختيار رفيقه، الملاحة، لاختيار موقع الشيخوخة)، المصائد البيئية هي بالتالي مجموعة فرعية من الظواهر الأوسع للمصائد التطورية.
```
مع تطور نظرية المصيدة البيئية، ادرك الباحثون ان المصائد قد تعمل على مجموعة متنوعة من المقاييس المكانية والزمانية والتي قد تعيق اكتشافها أيضاً، على سبيل المثال، نظراً لان 
العصفور
 يجب ان يختار 
موطناً
 على عدة مقاييس 
[
8
]
(رقعة الموائل، وهي منطقة فردية ضمن هذا التصحيح، بالإضافة إلى الإعلان عن موقع عش داخل الإقليم)، فقد تعمل المصائد على اعلى من هذه المقاييس، وبالمثل، قد تعمل المصائد على نطاق زمني بحيث قد يبدو ان 
البيئة
 المتغيرة تسبب 
مصيدة
 في مرحلة واحدة من حياة 
الكائن الحي
، ولكن لها اثار إيجابية على مراحل 
الحياةاللاحقة
.
[
2
]
```

كنتيجة لذلك، كان هناك قدر كبير من عدم اليقين بشأن كيفية وجود مصائد شائعة، على الرغم من القبول الواسع النطاق كاحتمال نظري، ومع ذلك، بالنظر إلى المعدل المتسارع للتغير البيئي الناجم عن التغير البشري في استخدام الأراضي والاحتباس الحراري وغزوات الأنواع الغريبة والتغيرات في المجتمعات البيئية الناتجة عن فقدان الأنواع، فقد تشكل المصائد البيئية تهديداً متزايداً لا يقدّر كثيراً للتنوع البيولوجي.
يقدم استعراض عام2006 للأدب حول المصائد البيئية مبادئ توجيهية لإثبات وجود مصيدة بيئية.
يجيب ان تظهر الدراسة تفضيلاً لموئل واحد على اخر (أو تفضيل متساوٍ)و ان الأفراد الذين يختارون الموائل المفضل (أو الموائل المفضل على قدم المساواة)يتمتعون بلياقة اقل (أي تجربة بقاء اقل أو نجاح تناسلي)، منذ نشر تلك الورقة التي وجدت عدد قليل من الأمثلة الموثقة جيداً عن المصائد البيئية، نما الاهتمام بالمصائد البيئية والتطورية بسرعة كبيرة ويتم نشر أمثلة تجريبية جديدة بوتيرة متسارعة.
```
حالياً، يوجد ما يقرب من ثلاثين نموذجاً من المصائد البيئية التي تؤثر على مجموعة واسعة من الأصناف بما في ذلك الطيور، الثدييات، المفصليات، الأسماك والزواحف.
```

نظرًا لأن المصائد البيئية والتطورية لا تزال ظواهر غير مفهومة جيدًا، فإن العديد من الأسئلة حول أسبابها المباشرة والنهائية بالإضافة إلى عواقبها البيئية لا تزال تنتظر إجابة.
هل المصائد/الفخاخ ببساطة نتيجة حتمية لعجز التطور عن توقع الحداثة أو الاستجابة السريعة للتغير البيئي السريع؟ ما مدى شيوع الفخاخ؟ هل تؤدي الفخاخ الإيكولوجية بالضرورة إلى انخفاض عدد السكان أو انقراضهم أو هل من الممكن أن تستمر إلى ما لا نهاية؟ تحت أي الظروف البيئية والتطورية يجب أن يحدث هذا؟ هل الكائنات التي لها خصائص معينة مهيأة لتكون «محاصرة»؟ هل التغيير البيئي السريع ضروري لإثارة الفخاخ؟ هل يمكن لظاهرة الاحتباس الحراري أو التلوث أو الأنواع الغريبة الغازية أن تنشئ مصائد؟ إن تبني الأساليب الوراثية والنسج الوراثي قد يوفر إجابات أكثر قوة وإقناعاً على الأسئلة المذكورة أعلاه بالإضافة إلى تقديم نظرة أعمق إلى الأساس التقريبي والنهائي للتكيف بشكل عام.
```
نظرًا لأنه من المتوقع أن تضيف المصائد الإيكولوجية (البيئية) والتطورية بالتضافر مع المصادر الأخرى لتدهور السكان، تعد المصائد أولوية بحثية مهمة 
لعلماء
، بالنظر إلى المعدل الحالي السريع للتغير البيئي العالمي، قد تكون المصائد أكثر شيوعًا مما هو مدرك، وسيكون من المهم دراسة الأسباب المباشرة والنهائية للمصائد إذا كانت الإدارة تهدف إلى منع المصائد أو القضاء عليها في 
المستقبل
.
```

## تلوث الضوء المستقطب
ربما يكون تلوث الضوء المستقطب أشدَ الإشارات إثارةً للتوثيق الذي يؤدي إلى وقوع مصائد بيئية، الاتجاه إلى مصادر الضوء المستقطبة هو الآلية الأكثر أهمية التي توجه ما لا يقل عن ثلاثمئة نوعٍ من اليعسوب، ذباب مايو، الذباب التاباني، خنافس الغوص، بق الماء، والحشرات المائية الأخرى في بحثها عن المسطحات المائية التي تحتاجها للتغذية المناسبة/مواقع تربية الموائل ووضع البيض (شويند 1991، هورفاث وكريسكا 2008)، بسبب توقيعها القوي على الاستقطاب الخطي، فإن الأسطح المستقطبة الصناعية (مثل الإسفلت، شواهد القبور، السيارات، الأغطية البلاستيكية، أحواض الزيت، والنوافذ) عادةً ما تكون مخطئة بالنسبة إلى المسطحات المائية (هورفاث وزيل 1996; كريسكا آت آل. 1998, 2006, 2007, 2008; هورفاث آت آل. 2007,2008)، غالباً ما يكون الضوء المنعكس على هذه الأسطح أكثر استقطاباً من الضوء المنعكس في الماء، ويمكن أن تكون المستقطبات الاصطناعية أكثر جاذبية للحشرات المائية القطبية من هيئةٍ مائية (هورفاث وزيل 1996; هورفاث آت آل. 1998; كريسكا آت آل. 1998) ويبدو أنها أسطح مائية مبالغ فيها تعمل كمحفزات بصرية هائلة، وبالتالي فإنَ حيوانات اليعسوب وذباب مايو وذباب القمص وغيرها من الأنواع التي تبحث عن الماء تفضَل فعلاَ التزاوج والاستقرار والسرب ووضع البيوض على هذه الأسطح من المسطحات المائية المتاحة.

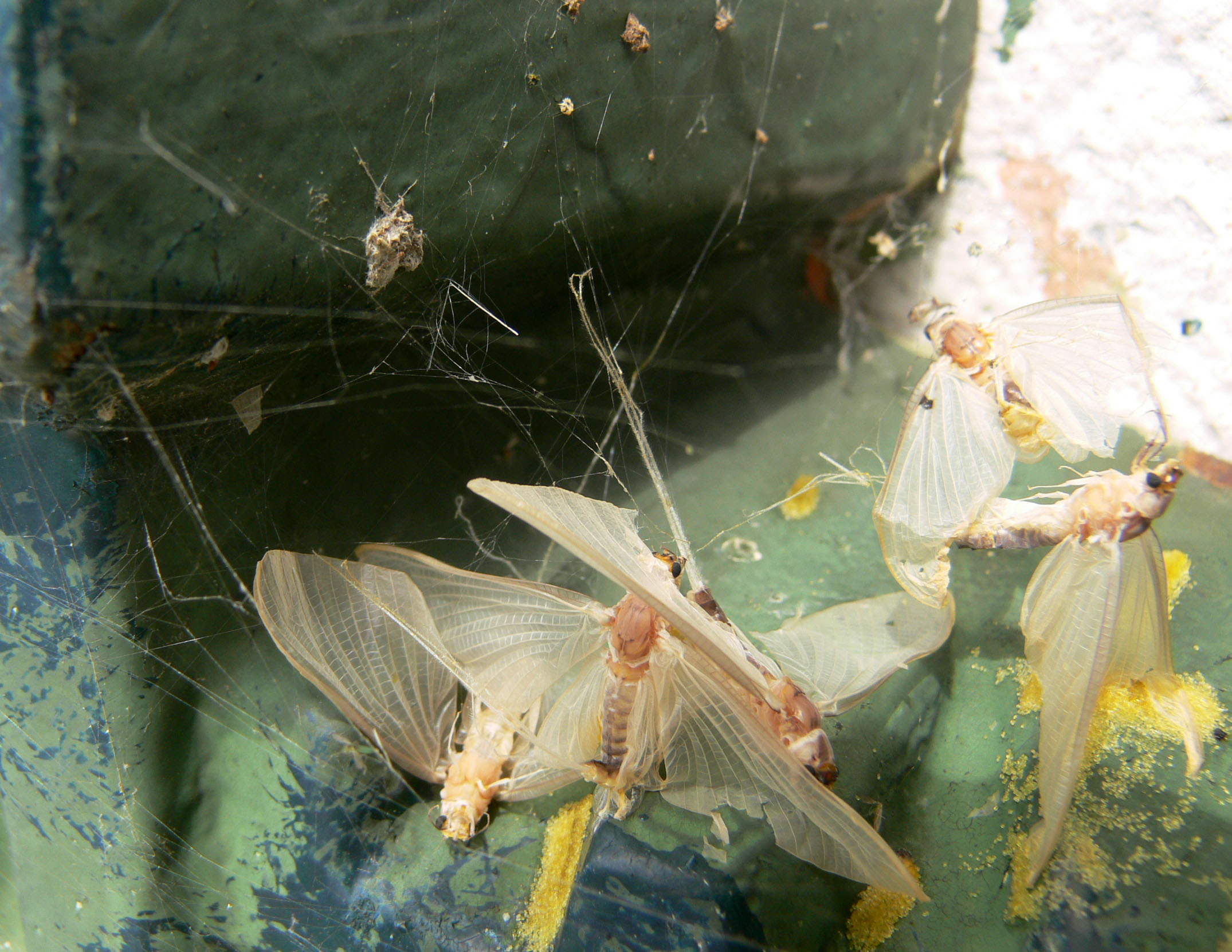
ثلوث الضوء المستقطب

## الملاحظات
- Crespi، B.J. (2001). "The evolution of maladaptation". Heredity. ج. 84 ع. 6: 623–9. DOI:10.1046/j.1365-2540.2000.00746.x. PMID:10886377.
- Gilroy، J.J.؛ Sutherland، W.J. (2007). "Beyond ecological traps: perceptual errors and undervalued resources". Trends in Ecology and Evolution. ج. 22 ع. 7: 351–356. DOI:10.1016/j.tree.2007.03.014. PMID:17416438.
- Horváth، Gábor؛ Kriska، György؛ Malik، Péter؛ Robertson، Bruce (2009). "Polarized light pollution: a new kind of ecological photopollution". Frontiers in Ecology and the Environment. ج. 7 ع. 6: 317–325. DOI:10.1890/080129.
- Horváth، G؛ Zeil، J. (1996). "Kuwait oil lakes as insect traps". Nature. ج. 379 ع. 6563: 303–304. DOI:10.1038/379303a0.
- Horváth، G؛ Bernáth، B؛ Molnár، G. (1998). "Dragonflies find crude oil visually more attractive than water: Multiple-choice experiments on dragonfly polarotaxis". Naturwissenschaften. ج. 85 ع. 6: 292–297. DOI:10.1007/s001140050503.
- Horváth، G؛ Malik، P؛ Kriska، G؛ Wildermuth، H. (2007). "Ecological traps for dragonflies in a cemetery: the attraction of Sympetrum species (Odonata: Libellulidae) by horizontally polarizing black gravestones". Freshwater Biol. ج. 52 ع. 9: 1700–1709. DOI:10.1111/j.1365-2427.2007.01798.x.
- Kriska، G؛ Horváth، G؛ Andrikovics، S. (1998). "Why do mayflies lay their eggs en masse on dry asphalt roads? Water-imitating polarized light reflected from asphalt attracts Ephemeroptera". J Exp Biol. ج. 201 ع. Pt 15: 2273–86. PMID:9662498.
- Kriska، G؛ Malik، P؛ Szivák، I؛ Horváth، G. (2008). "Glass buildings on river banks as "polarized light traps" for mass-swarming polarotactic caddis flies". Naturwissenschaften. ج. 95 ع. 5: 461–467. DOI:10.1007/s00114-008-0345-4. PMID:18253711.
- Schwind، R. (1991). "Polarization vision in water insects and insects living on a moist substrate". J Comp Physiol A. ج. 169 ع. 5: 531–540. DOI:10.1007/bf00193544.

## قراءة المزيد
- Caswell, H. 2001. Matrix population models: Construction, analysis, and interpretation. 2nd edition. Sinauer. Sunderland, Mass., USA.
- Dias، P. C. (1996). "Sources and sinks in population biology". Trends in Ecology and Evolution. ج. 11 ع. 8: 326–330. DOI:10.1016/0169-5347(96)10037-9.
- Diffendorfer، J. E. (1998). "Testing models of source-sink dynamics and balanced dispersal". Oikos. ج. 81 ع. 3: 417–433. DOI:10.2307/3546763. JSTOR:3546763.
- Fretwell، S. D.؛ Lucas، H. L.؛ Jr (1969). "On territorial behavior and other factors influencing habitat distribution in birds". Acta Biotheoretica. ج. 19: 16–36. DOI:10.1007/BF01601953. مؤرشف من الأصل في 2021-11-20.
- Grinnell، J. (1917). "The Niche-Relationships of the California Thrasher". The Auk. ج. 34 ع. 4: 427–433. DOI:10.2307/4072271. JSTOR:4072271.
- Holt، R. D. (1985). "Population-Dynamics in 2-Patch Environments — Some Anomalous Consequences of an Optimal Habitat Distribution". Theoretical Population Biology. ج. 28 ع. 2: 181–208. DOI:10.1016/0040-5809(85)90027-9.
- Howe، R. W.؛ Davis، G. J.؛ Mosca، V. (1991). "The Demographic Significance of Sink Populations". Biological Conservation  [لغات أخرى]‏. ج. 57 ع. 3: 239–255. DOI:10.1016/0006-3207(91)90071-G.{{استشهاد بدورية محكمة}}:  صيانة الاستشهاد: علامات ترقيم زائدة (link)
- Hutchinson، G. E. (1957). "Concluding Remarks". Cold Spring Harb Symp Quant Biol. ج. 22: 415–427. DOI:10.1101/SQB.1957.022.01.039.
- Johnson، D. M. (2004). "Source-sink dynamics in a temporally, heterogeneous environment". Ecology. ج. 85 ع. 7: 2037–2045. DOI:10.1890/03-0508.
- Keddy، P. A. (1982). "Population Ecology on an Environmental Gradient — Cakile-Edentula on a Sand Dune". Oecologia. ج. 52 ع. 3: 348–355. DOI:10.1007/BF00367958. PMID:28310394.
- Leibold، M. A.؛ Holyoak، M.؛ Chase، J. M.؛ Hoopes، M. F.؛ Holt، R. D.؛ Shurin، J. B.؛ Law، R.؛ Tilman، D.؛ Loreau، M.؛ وآخرون (2004). "The metacommunity concept: a framework for multi-scale community ecology". Ecology Letters. ج. 7 ع. 7: 601–613. DOI:10.1111/j.1461-0248.2004.00608.x.
- Pulliam، H. R. (1988). "Sources, sinks, and population regulation". American Naturalist. ج. 132 ع. 5: 652–661. DOI:10.1086/284880.
- Pulliam، H. R.؛ Danielson، B. J. (1991). "Sources, Sinks, and Habitat Selection — a Landscape Perspective on Population-Dynamics" (PDF). American Naturalist. ج. 137: S50–S66. DOI:10.1086/285139. مؤرشف من الأصل (PDF) في 2009-03-26. اطلع عليه بتاريخ 2010-12-11.
- Purcell، K. L.؛ Verner، J. (1998). "Density and reproductive success of California Towhees". Conservation Biology  [لغات أخرى]‏. ج. 12 ع. 2: 442–450. DOI:10.1046/j.1523-1739.1998.96354.x.{{استشهاد بدورية محكمة}}:  صيانة الاستشهاد: علامات ترقيم زائدة (link)
- Roberts، C. M. (1998). "Sources, sinks, and the design of marine reserve networks". Fisheries. ج. 23 ع. 7: 16–19. مؤرشف من الأصل في 2012-04-04.
- Runge، J. P.؛ Runge، M. C.؛ Nichols، J. D. (2006). "The role of local populations within a landscape context:defining and classifying sources and sinks". American Naturalist. ج. 167 ع. 6: 925–938. DOI:10.1086/503531. PMID:16615034.
- Thomas، C. D.؛ Singer، M. C.؛ Boughton، D. A. (1996). "Catastrophic extinction of population sources in a butterfly metapopulation". American Naturalist. ج. 148 ع. 6: 957–975. DOI:10.1086/285966.
- Tittler، R.؛ Fahrig، L.؛ Villard، M. A. (2006). "Evidence of large-scale source-sink dynamics and long-distance dispersal among wood thrush populations". Ecology. ج. 87 ع. 12: 3029–3036. DOI:10.1890/0012-9658(2006)87[3029:EOLSDA]2.0.CO;2. ISSN:0012-9658.
- Watkinson، A. R.؛ Sutherland، W. J. (1995). "Sources, sinks and pseudo-sinks". Journal of Animal Ecology. ج. 64 ع. 1: 126–130. DOI:10.2307/5833. JSTOR:5833.
- Williams, B. K., J. D. Nichols, and M. J. Conroy. 2001. Analysis and management of animal populations. Academic Press. San Diego, USA.